# Pur
Pur (russisk Пур) er en flod i Jamalo-Nenetskij autonome okrug i Rusland. Floden er 1.024 km lang og har et afvandingsområde på 112.000 km2. Floden har en middelvandføring på 10 m³/s. 
Pur starter hvor floderne Pjakupur og Ajvasedapur løber sammen. Fra dette samløb til mundingen er Pur 389 km lang, men med Pjakupur  1024 km lang. 
Blot nogle få kilometer vest for mundingen af floden Taz munder Pur i Tazbugten, som er en arm af Obbugten i Karahavet. Floden fryser til i november og er islagt til maj. 
Urengoj-feltet (naturgas) og Gubkin-feltet (olie og gas) ligger i afvandingsområdet for Pur.
64°57′10″N 77°49′07″Ø / 64.9528°N 77.8186°Ø